# Dominicae cenae
Dominicae Cenae (en español: El misterio y el culto de la Eucaristía) es una carta apostólica escrita por el Papa Juan Pablo II sobre la Eucaristía y su papel en la vida de la Iglesia y en la vida del sacerdote. También toca otros temas eucarísticos. 
Fue promulgada el 24 de febrero de 1980, segundo domingo de Cuaresma. Es la segunda carta emitida durante el pontificado del Papa Juan Pablo II.

## Composición
Dominicae Cenae se divide en cuatro secciones principales:

1. EL MISTERIO EUCARÍSTICO EN LA VIDA DE LA IGLESIA Y DEL SACERDOTE
1. Eucaristía y Sacerdocio
2. Culto del Misterio Eucarístico
3. Eucaristía e Iglesia
4. Eucaristía y Caridad
5. Eucaristía y prójimo
6. Eucaristía y vida

2. EL CARÁCTER SAGRADO DE LA EUCARISTÍA Y EL SACRIFICIO
1. Carácter sagrado
2. Sacrificio

3. LAS DOS MESAS DEL SEÑOR Y LA POSESIÓN COMÚN DE LA IGLESIA
1. La Mesa de la Palabra de Dios
2. La Mesa del Pan del Señor
3. La posesión común de la Iglesia

4. CONCLUSIÓN

## Frases
La Iglesia y el mundo tienen una gran necesidad de culto eucarístico. Jesús nos espera en este sacramento de amor. Seamos generosos con nuestro tiempo para ir a su encuentro en la adoración y en la contemplación llena de fe y dispuestos a reparar las grandes faltas y crímenes del mundo con nuestra adoración sin cesar.

- - DC§3